# Rio Gilgel Gibe
O rio Gilgel Gibe é um curso de água do sudoeste da Etiópia e um afluente do rio Gibe. Este rio corre em um arco através do sul da Zona de Jimma, definindo parte da zona de fronteira deste território com o das Região das Nações, Nacionalidades e Povos do Sul na região a oeste do rio Omo.
Os planos para desenvolver a hidrelétrica potencial do rio Gilgel Gibe foram anunciados primeiramente na década de 1980 do século XX. A construção da barragem do Gibe Gilgel começou em 1986 e foi concluída em 2004, após ter sido interrompida no início de 1990.
A barragem com 40 m de altura criou um reservatório com cerca de 850 m³. Daqui o rio retorna ao leito natural, depois de ter transformada em energia a água da sua corrente por meio de um grupo motopropulsor equipada com três turbinas Francis.